# Marginella emmae
Marginella emmae is een slakkensoort uit de familie van de Marginellidae. De wetenschappelijke naam van de soort is voor het eerst geldig gepubliceerd in 1988 door Bozzetti.